# Episodi di Inuyasha (quarta stagione)
La quarta stagione dell'anime Inuyasha (犬夜叉?, InuYasha) comprende gli episodi dal settantanove al centoquattro, per un totale di 26 episodi. La regia generale degli episodi è a cura di Yasunao Aoki e sono prodotti da Yomiuri TV e Sunrise. Gli episodi sono adattati dal manga omonimo di Rumiko Takahashi, e più precisamente agli eventi narrati dal capitolo 219 al 240 dei volumi 23-25. In questa quarta stagione, viene narrato il combattimento tra Inuyasha, Sesshomaru e Naraku, nonché la scomparsa di quest'ultimo che provoca l'invasione di numerosi demoni. Questa stagione è caratterizzata da una massiccia presenza di episodi non tratti dal manga, in particolare negli episodi 89-101 per un totale di circa 15 puntate (di cui 2 solo parzialmente tratte dal fumetto) e con l'aggiunta del personaggio di Ayame creato appositamente per l'anime.
È andata in onda in Giappone dal 22 luglio 2002 al 10 marzo 2003 su Yomiuri TV, mentre l'edizione italiana è stata trasmessa su MTV dal 18 ottobre 2005 al 4 aprile 2006.

## Lista episodi
| Nº  | Titolo italiano Giapponese 「Kanji」 - Rōmaji | In onda           | In onda          |
| Nº  | Titolo italiano Giapponese 「Kanji」 - Rōmaji | Giapponese        | Italiano         |
| 79  | Jaken e il furto di Tessaiga 「邪見の鉄砕牙ブン取り作戦」 - Jaken no Tessaigabun toriatsukai | 22 luglio 2002    | 18 ottobre 2005  |
| 79  | Sesshomaru si allontana da i suoi, e Jaken deve fare da balia a Rin. Di sua iniziativa, Jaken, tenta di impossessarsi di Tessaiga con vari stratagemmi. Alla fine riesce nel suo intento ma Rin per salvare Jaken lascia cadere la spada. Ad un certo punto Kagura rapisce Rin. |                   |                  |
| 80  | Il rapimento di Rin 「殺生丸とさらわれたりん」 - Sesshōmaru to sarawareta rin | 29 luglio 2002    | 25 ottobre 2005  |
| 80  | Jaken corre ad avvertire Sesshomaru del rapimento di Rin, e Naraku gli manda un simulacro per riferirgli il ricatto, ma ovviamente Sesshomaru non accetta ordini e si dirige al castello di Naraku proprio come si aspettava quest'ultimo e iniziano a combattere, intanto anche Inuyasha si avvia al palazzo aprendo uno squarcio nella barriera. Rin viene tenuta prigioniera in un altro luogo sorvegliato da Kohaku. L'obiettivo di Naraku è assorbire il potere demoniaco di Sesshomaru, egli è oramai rinchiuso in un bozzolo pronto per essere assorbito da Naraku. |                   |                  |
| 81  | La scomparsa di Naraku 「断ち切れる奈落の行方」 - Tachikireru Naraku no yukue | 5 agosto 2002     | 1º novembre 2005 |
| 81  | Inuyasha arriva a destinazione e distrugge la barriera protettiva di Naraku con Tessaiga Rossa. Colpendolo ripetutamente distrugge involontariamente il bozzolo di Sesshomaru che così si libera. I due fratelli attaccano Naraku che cade sotto i loro colpi e allora batte in ritirata. Sesshomaru vorrebbe seguirlo, ma Naraku avendo previsto questo tipo di esito, gli ricorda che Rin è tenuta prigioniera. Kohaku riceve l'ordine di uccidere la bambina ma viene fermato in tempo da i due fratelli, però sempre per volontà di Naraku, Kohaku attacca Sesshomaru per fare in modo che si scontri con Inuyasha. Il demone-cane comunque capisce l'antifona e lo lascia andare. Kikyo è preoccupata dal fatto di non percepire più l'aura di Naraku.           |                   |                  |
| 82  | Fra presente e passato 「現代と戦国のはざま」 - Gendai to sengoku no hazama | 12 agosto 2002    | 8 novembre 2005  |
| 82  | Tutti sono straniti dal fatto che Naraku sembri essere proprio scomparso. Intanto Kagome ne approfitta per riposarsi un po' nella sua era, e studiare per un esame che deve sostenere. Inuyasha come sempre torna a prenderla, e mentre lei studia, lui si addormenta nel suo letto non permettendole di dormire. |                   |                  |
| 83  | La promessa dell'arcobaleno di luna 「女妖狼族と月虹の約束」 - On'na yōrōzoku to gekkō no yakusoku | 19 agosto 2002    | 15 novembre 2005 |
| 83  | Koga arriva al castello di Naraku ed anche lui si chiede che fine abbia fatto, allo stesso tempo deve sbrigare un problema con Ayame, una ragazza che Koga in passato aveva promesso di sposare. Nel frattempo uno strano demone formato di peli esce dal castello di Naraku. |                   |                  |
| 84  | Il promesso sposo più veloce del mondo 「超速の花嫁候補」 - Chōsoku no hanayome kōho | 26 agosto 2002    | 22 novembre 2005 |
| 84  | Mentre Koga, Kagome e Ayame discutono, il demone fatto di peli li raggiunge e cattura Koga e Ayame, ma il demone-lupo lo sconfigge dal suo interno. Prima di essere ucciso, il demone spiega che egli è uno scarto abbandonato da Naraku, e che per quanto ne sa, egli non è più in questo mondo. |                   |                  |
| 85  | Il castello della testa d'orco 「邪気が満ちる鬼の首城」 - Jaki ga michiru oni no kubi jō | 2 settembre 2002  | 29 novembre 2005 |
| 85  | Con la scomparsa di Naraku molti demoni sono usciti allo scoperto. Il gruppo di Inuyasha incontra una stramba esorcista anziana priva di qualunque potere, e collaborano con lei per risolvere il caso del castello della testa d'orco. Il re del forte posseduto si trasforma in orco e Inuyasha inizia a battersi, ma in realtà il vero orco ha l'aspetto della principessa, il quale nel frattempo ha condotto Miroku in un sotterraneo per cibarsi del suo potere spirituale e poter riacquisire il suo corpo dopo aver collezionato le anime di 100 monaci e sacerdotesse; gliene manca solo una. |                   |                  |
| 86  | Il segreto della principessa posseduta 「依り代の姫の秘密」 - Yorishiro no hime no himitsu | 9 settembre 2002  | 6 dicembre 2005  |
| 86  | Inuyasha dopo poco si rende conto che l'orco a lui davanti sta solo cercando di guadagnare tempo, allora lo mette K.O facilmente. Kagome invece trova il cadavere della principessa, mentre Sango raggiunge Miroku, ma entrambi sono paralizzati dall'aura maligna dell'orco, però l'arrivo dell'anziana esorcista è provvidenziale e riesce, seppur inavvertitamente, a salvare il monaco, poiché lei inspiegabilmente è immune all'aura maligna. L'orco allora recupera le anime dal cadavere della principessa e tenta di fuggire, spiegando di non averlo fatto prima perché vi era un concentrato di aura maligna che minacciava i demoni potenti. Prima che possa fuggire, Inuyasha lo ferisce con la Cicatrice del Vento e Miroku lo risucchia con il vortice. |                   |                  |
| 87  | Il viaggio solitario di Kikyo 「めぐる桔梗の孤独な旅路」 - Meguru Kikyō no kodokuna tabiji | 16 settembre 2002 | 13 dicembre 2005 |
| 87  | Kikyo durante il suo viaggio solitario alla ricerca di Naraku, incontra un vecchio di nome Kansuke, prossimo alla morte, e tenuto in vita da un frammento della sfera. Kansuke le racconta che 50 anni fa era un atroce brigante e durante le sue scorribande fu ingannato da Onigumo e per vendicarsi gli procurò ustioni su tutto il corpo. Il vecchio cede il frammento a Kikyo, e chiede come ultimo desiderio prima di morire, di portare una sua ciocca di capelli sul monte Hakurei per purificare la sua anima da i peccati commessi in passato. |                   |                  |
| 88  | I tre spiriti e la scimmia divina 「猿神さまの三精霊」 - Sarugamisama no san seirei | 14 ottobre 2002   | 20 dicembre 2005 |
| 88  | I paesani di un villaggio accolgono Inuyasha con molta ospitalità perché credono che lui sia un Inugami (Cane divino) e possa aiutarli a scacciare dei demoni scimmia che stanno rovinando gli orti. Le tre scimmie vogliono ritrovare Sarugami (Scimmia divina), quando quest'ultimo viene ritrovato, racconta di aver visto passare una grandissima aura demoniaca in direzione Toro-Tigre, dando quindi un indizio da seguire al gruppo. |                   |                  |
| 89  | Duello in orario di visita 「アイツと彼のお見舞い対決」 - Aitsu to kare omimai taiketsu | 21 ottobre 2002   | 27 dicembre 2005 |
| 89  | Kagome ha l'influenza e così torna nella sua epoca per rimettersi nel migliore dei modi. Inuyasha da una parte, e Hojo dall'altra tentano di farla stare meglio. |                   |                  |
| 90  | La coraggiosa dichiarazione d'amore di Sota 「思いきった草太の告白」 - Omoikitta Sōta no kokohaku | 28 ottobre 2002   | 3 gennaio 2006   |
| 90  | Sota si è innamorato di Hitomi, una sua coetanea, ma a causa della sua insicurezza non ha il coraggio di dichiarasi, allora chiede aiuto ad Inuyasha e Kagome. |                   |                  |
| 91  | Il sacerdote sospetto e la seconda Kirara 「怪しい祈祷師と黒い雲母」 - Ayashii kitōshi to kuroi Kirara | 4 novembre 2002   | 10 gennaio 2006  |
| 91  | Shippo fa amicizia con Koume, una bambina che ha una gatta di nome Kuroro incredibilmente simile a Kirara, e anch'essa una nekomata. Questa gatta viene scacciata da i paesani di un villaggio per ordine del sacerdote Tesso che infine si rivela essere un demone-topo. |                   |                  |
| 92  | L'ambizione del ritornante 「復活した者たちの野望」 - Fukkatsu shita monotachi no yabō | 18 novembre 2002  | 17 gennaio 2006  |
| 92  | Prima di morire la strega Urasue aveva creato due persone come suoi aiutanti; Kawaramaru ed Enju. Il primo vuole creare un esercito di soldati fatti di terra-cotta sfruttando Enju, essendo lei in grado di crearli. |                   |                  |
| 93  | Il misterioso monaco maniaco 「出没する謎の助平法師」 - Shutsubotsu suru nazo no sukebei hōshi | 25 novembre 2002  | 24 gennaio 2006  |
| 93  | Gli uomini di un villaggio vogliono farla pagare a Miroku perché secondo loro lui li ha ingannati e ha corteggiato tutte le donne del paesino. Miroku però si dichiara innocente. |                   |                  |
| 94  | Il creatore della Sfera dei Quattro Spiriti (prima parte) 「四魂の玉を造る者 前編」 - Shikon no tama o tsukuru mono (zenben) | 2 dicembre 2002   | 31 gennaio 2006  |
| 94  | Il gruppo di Inuyasha salva un ragazzo di nome Izumo; questi racconta che dei demoni stanno cercando di creare una Sfera dei Quattro Spiriti artificiale, difatti ne sono già riusciti a creare dei prototipi che aumentano la forza demoniaca. |                   |                  |
| 95  | Il creatore della Sfera dei Quattro Spiriti (seconda parte) 「四魂の玉を造る者 後編」 - Shikon no tama o tsukuru mono (kōhen) | 9 dicembre 2002   | 7 febbraio 2006  |
| 95  | Inuyasha e gli altri si scontrano con il capo dei demoni, Gyu-Oh che altri non è che Izumo in versione demoniaca; egli infatti è umano di giorno e demone-toro di notte, e brama la sfera per diventare un normale essere umano e abbandonare la sua natura di mezzo-demone. |                   |                  |
| 96  | Jaken avvelenato 「病気になったあの邪見」 - Byoki ni natta ano Jaken | 13 gennaio 2003   | 14 febbraio 2006 |
| 96  | Sesshomaru trova un nido abbandonato di Saimyosho e segue alcuni di questi insetti, ma intanto Jaken poco prima è stato punto da i pungiglioni avvelenati, così Rin va da Jinenji per procurarsi dell'erba millenaria per curarlo dal veleno mortale. |                   |                  |
| 97  | Kirara non torna più 「帰ってこない雲母」 - Kaette konai Kirara | 20 gennaio 2003   | 21 febbraio 2006 |
| 97  | Sango è preoccupata perché Kirara non fa più ritorno, allora ognuno del gruppo si interroga su quale possa essere la causa e si svelano alcuni altarini. Quando però Sango vede delle ossa di un animale vicino ad un demone carnivoro pensa che forse Kirara sia stata divorata. |                   |                  |
| 98  | In due nella grotta 「洞窟には桔梗とかごめの二人だけ」 - Dokutsu ni wa Kikyo to Kagome no futari dake | 27 gennaio 2003   | 28 febbraio 2006 |
| 98  | Kikyo e Kagome vengono attirate in una grotta da un demone che si ciba di sacerdotesse. Le due ragazze collaborano, e Kagome usando i suoi tre frammenti fusi distrugge il demone. Anche il frammento di Kikyo ricevuto da Kansuke, finisce nelle mani di Kagome. |                   |                  |
| 99  | Un incontro casuale tra Koga e Sesshomaru 「鋼牙と殺生丸 危険な遭遇」 - Sesshōmaru to Kōga kiken sōgū | 3 febbraio 2003   | 7 marzo 2006     |
| 99  | Ginta e Hakkaku vengono a conoscenza dell'esistenza di Sesshomaru e di quanto sia potente da Kagome, allora preoccupati tentano in tutti i modi di non far incrociare Koga con lui, visto che si trovano in zone vicine, perché conoscendo il carattere attacca brighe di Koga e del suo astio verso Inuyasha, temono che i due si affrontino. Nonostante gli sforzi però Koga e Sesshomaru si incontrano. |                   |                  |
| 100 | Battaglia nel bosco dell'afflizione 「悪夢の真実 嘆きの森の戦い」 - Akumu no shinjitsu nageki no muri no tatakai | 10 febbraio 2003  | 14 marzo 2006    |
| 100 | La banda di Inuyasha finisce nel bosco dell'afflizione di Garamaru, fratello di Gatenmaru. Inuyasha sconfigge facilmente Garamaru, ma tutti i suoi compagni sono rimasti intrappolati nei bozzoli di falena che si cibano delle afflizioni delle vittime, perciò ognuno di loro è costretto a rivivere le proprie paure. |                   |                  |
| 101 | Neve fuori stagione 「あれから七年目のなごり雪」 - Are kara shichinen me no nagori yuki | 17 febbraio 2003  | 21 marzo 2006    |
| 101 | Durante una neve improvvisa, Miroku incontra una fanciulla molto simile ad una donna che 7 anni prima lo aveva soccorso sulla neve. In realtà però si tratta di una Donna delle nevi (Yuki-onna) che ha preso le sembianze della donna che aveva incontrato in passato. |                   |                  |
| 102 | Il flagello dei lupi 「亡霊に襲われた妖狼族」 - Bōrei ni ozowareta yōrōzoku | 24 febbraio 2003  | 28 marzo 2006    |
| 102 | L'arrivo di una strana creatura sta seriamente mettendo in pericolo le Tribù Yoro, allora il Patriarca e Ayame cercano l'aiuto di Koga. La creatura è in realtà Kyokotsu, un essere umano non-morto riportato in vita con un frammento della sfera, Koga lo affronta e lo sconfigge. |                   |                  |
| 103 | La squadra dei sette 「よみがえった七人隊」 - Yomigaetta shichinintai | 3 marzo 2003      | 4 aprile 2006    |
| 103 | Il gruppo di Inuyasha scopre che la famosissima squadra dei sette mercenari è stata riportata in vita e si imbattono in Jakotsu, membro all'avanguardia dei sette. Jakotsu si rivela un avversario ostico disponendo di una spada formidabile; la Jakotsuto. |                   |                  |
| 104 | Il mago dei veleni 「しのびよる毒使い 霧骨」 - Shinobiyoru doku tsukai Mukotsu | 10 marzo 2003     | 4 aprile 2006    |
| 104 | Nello scontro tra Inuyasha e Jakotsu interviene Mukotsu, il mago dei veleni, questi rapisce Kagome mentre Inuyasha è assente e l'avvelena assieme a Miroku e Sango. Sesshomaru cercando Naraku trova Mukotsu e lo uccide senza pietà, però ormai Miroku, Sango e Kagome sono rimasti avvelenati. Nel frattempo Renkotsu requisisce un tempio e si domanda se c'è da fidarsi di Naraku. |                   |                  |